# Live from Austin, TX (álbum de Eric Johnson)
Live From Austin, TX é um álbum ao vivo do guitarrista estadunidense Eric Johnson. O álbum, lançado em novembro 2005 em CD e DVD, traz imagens e som de um show gravado ao vivo no programa Austin City Limits, realizado em 14 de dezembro de 1988.
Este álbum não deve ser confundido com o álbum Live from Austin, TX '84, lançado em 2010, uma vez que o que foi lançado em 2005 retrata o show ocorrido em 1988, e o lançado em 2010, o show de 1984.

## O Álbum
Gravada em 14 de dezembro de 1988 no programa Austin City Limits, gravado na cidade de Austin, capital do Texas, EUA, Live From Austin Texas é uma apresentação ao vivo do guitarrista estadunidense Eric Johnson, que foi lançada em CD e DVD em 2005. Johnson é acompanhado por dois dos músicos com quem mais gravou: Kyle Brock e Tommy Taylor.
As faixas Trail Of Tears, Emerald Eyes e Zap são de Tones (álbum), lançado em 1986, o primeiro CD, em ordem de lançamento, de Johnson.
As faixas Righteous, Steve's Boogie, East Wes, Cliffs of Dover e Desert Rose, foram lançadas no álbum Ah Via Musicom, que seria lançado dois anos depois, em 1990.
A faixa Camel's Night Out só seria lançada no álbum seguinte, Venus Isle, de 1996.

### Faixas do CD/DVD
| N.º            | Título                 | Compositor(es)                            | Duração |  |
| 1.             | "Righteous"            | Eric Johnson                              | 3:28    |  |
| 2.             | "Love Or Confusion"    | Jimi Hendrix                              | 3:05    |  |
| 3.             | "Steve's Boogie"       | Eric Johnson                              | 1:55    |  |
| 4.             | "Trail Of Tears"       | Eric Johnson, Carla Olson, Stephen Barber | 9:21    |  |
| 5.             | "Western Flyer"        | Eric Johnson, Roscoe Beck, Tommy Taylor   | 3:43    |  |
| 6.             | "East Wes"             | Eric Johnson                              | 4:06    |  |
| 7.             | "C.W."                 | Kyle Brock                                | 0:55    |  |
| 8.             | "Camel's Night Out"    | Kyle Brock, Marc Younger Smith            | 4:16    |  |
| 9.             | "Emerald Eyes"         | Eric Johnson, Jay Aaron                   | 4:17    |  |
| 10.            | "Cliffs of Dover"      | Eric Johnson                              | 6:13    |  |
| 11.            | "Desert Rose"          | Eric Johnson, Vince Mariani               | 4:57    |  |
| 12.            | "Zap"                  | Eric Johnson                              | 5:38    |  |
| 13.            | "Are You Experienced?" | Jimi Hendrix                              | 6:44    |  |
| Duração total: | Duração total:         | Duração total:                            | 60:00   |  |

### Formação
- Eric Johnson: guitarra e vocais
- Kyle Brock: baixo
- Tommy Taylor: bateria e vocais secundários

### Prêmios e Indicações
| Ano     | Prêmio                | Categoria  | Resultado | Ref.  |
| ------- | --------------------- | ---------- | --------- | ----- |
| 2005-06 | The Austin Chronicles | Best Video | Venceu    | [ 1 ] |

### Vendas e Certificações
| País           | Empresa | Certificação | Vendas   | Data em que alcançou a certificação | Ref.  |
| -------------- | ------- | ------------ | -------- | ----------------------------------- | ----- |
| Estados Unidos | RIAA    | Ouro         | 100,000+ | 5 de Março de 2003                  | [ 2 ] |